# Esztergályos János
Esztergályos János (Dunaföldvár, 1873. december 5. – Budapest, 1941. május 4.) szociáldemokrata politikus, vasmunkás, országgyűlési képviselő, lapszerkesztő.

## Élete
Esztergályos Antal és Aczél Anna fia. Miután elvégezte az elemi iskolát, 1888 és 1892 között vasesztergályos és lakatostanonc volt. Miután felszabadult, bejárta Fiumét, Triesztet, Velencét, Nápolyt, Münchent, Nürnberget, Berlint és Brüsszelt, mindenhol nagyobb gyárakban dolgozott.
Budapestre hazatérve bekapcsolódott a vasmunkások mozgalmába. 1904-ben a hathetes munkássztrájk után valamennyi gyár kizárta, így Németországba ment, ahol a berlini Allgemenine Elektrizitätsgesellschaftnál nyert alkalmazást. 1905 és 1908 között a Magyarországi Molnárok és Malommunkások Szövetségének volt a titkára. 1908-ban kivándorolt az Amerikai Egyesült Államokba, New Yorkban élt és dolgozott pár évig, majd a gazdasági válság idején ismét hazajött. Az osztrák-magyar kozul közbenjárására jutott vissza Európába.
1910-ben az aradi törvényszék izgatás vétsége miatt ítélte két heti fogházra. 1911-ben a budapesti ítélőtábla királysértés vádjával három havi fogságra ítélte. A semmisségi panaszt a Kúria elutasította és ezt a büntetést 1915-ben le is ülte. 1911-től hivatalnokként dolgozott a Munkásbiztosító Pénztárnál hivatalnoka, 1916-tól a Népszava kiadóhivatalában helyezkedett el, később pedig a központi titkárságban dolgozott 1927-ig. 1921-ben a kalocsai királyi ügyészség hatósági közeg elleni erőszak miatt emelt ellene vádat.
A magyarországi Tanácsköztársaság alatt igyekezett mérsékelni a proletárdiktatúrát. 1919-ben az SZDP alkalmazta, a pártvezetés központi titkárságához került és 1922-ben pártja programjával megválasztották Pécs város 2. választókerületének országgyűlési képviselőjévé. A nemzetgyűlés nagyszámú küldöttségével meglátogatta zalaegerszegi internálótábort, melynek következtében a tábor hamarosan megszűnt. 1924. november 28-án ülésen a nemzetgyűlés elnöke az Eskütt-ügy nyomán keletkezett viharos jelenetek miatt palotaőrökkel vezettette ki Esztergályost a teremből, s a Ház mentelmi bizottságának javaslata alapján ezután 20 üléséről kitiltotta őt.
Egészen 1939-ig képviselte Pécs városát, miután az 1926-os, 1931-es és 1935-ös választást is megnyerte, szociáldemokrata listáról került be. A MÁV alkalmazottak szervezkedésének kérdését több alkalommal is szóvá tette és a frankhamisítás kivizsgálására kiküldött bizottság jelentéseinek tárgyalásain is jelen volt. 1933. május 1-től egészen 1941. május 4-én hirtelen bekövetkezett haláláig felelős szerkesztője, 1939-től pedig főszerkesztője volt a Népszavának.

## Családja
Unokái Esztergályos Károly Balázs Béla-díjas rendező, forgatókönyvíró és Esztergályos Cecília Kossuth-díjas színésznő.

## Emlékezete
A pécsi Kertvárosban utca viseli a nevét.

## Művei
- 1924. I. 9. elmondott beszédjéből. Bp, 1924.
- A nyilaskeresztes népcsalásról. Írta a nép egy igaz barátja. Bp., 1936. (Névtelenül)